# Тримацерит

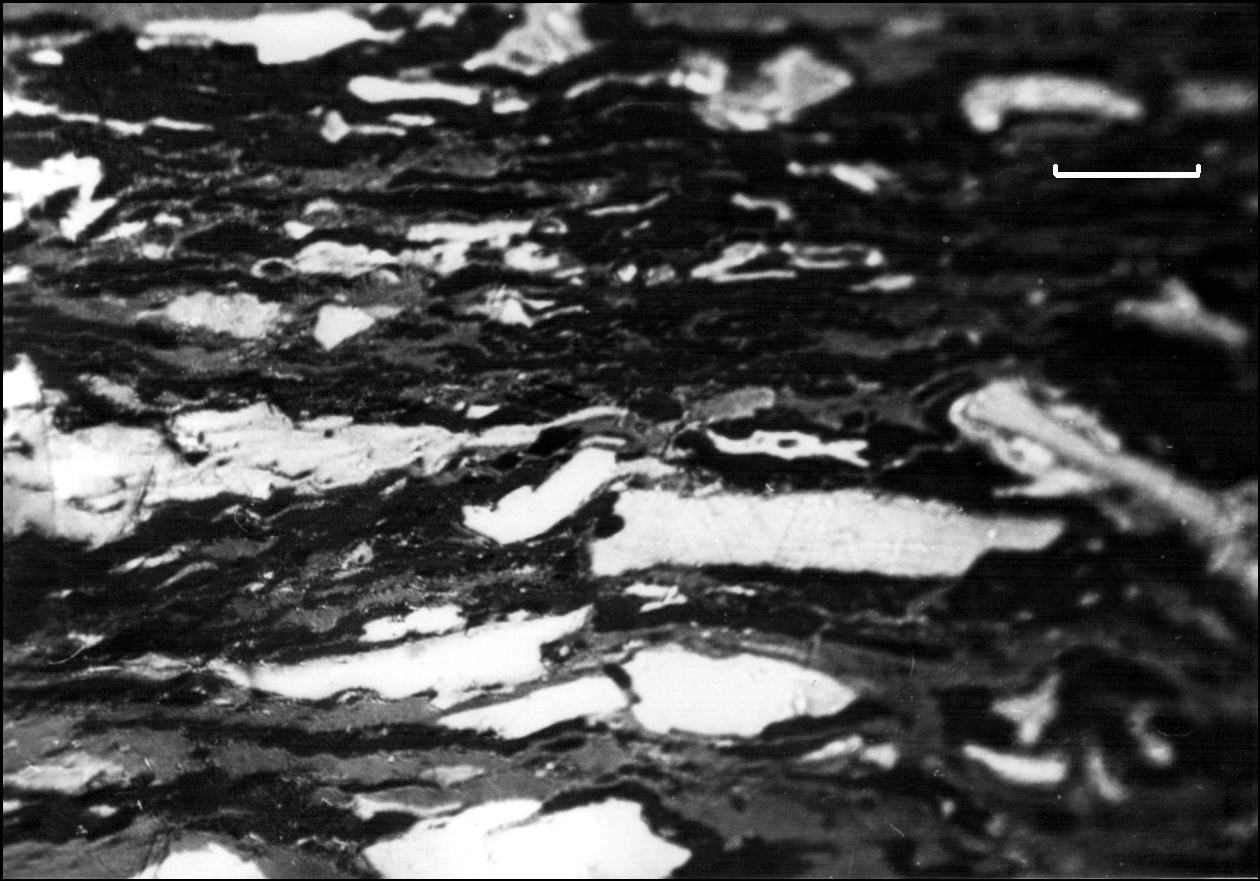
Тримацерит. Вітриніт (сірий), ліптиніт (чорний), інертиніт (білий). Львівсько-Волинський басейн. С1, пласт n7в. Відбите світло. Імерсія. Шкала 0,02 мм.

Тримацерит (англ. trimacerite, нім. Trimacerit m) — мікролітотип, що складається з асоціації мацералів всіх трьох мацеральних груп, в яких пропорція кожної окремої мацеральної групи повинна перевищувати 5 % (за об'ємом).

## Вступ
Термін запропонований Маковскі (1956 р.) і був прийнятий Міжнародним комітетом з петрології вугілля і органічної речовини (МКПВОР) у 1964 р. Походження слова: tri-(tres) (лат.) — три; macerare (лат.) — розчиняти, пом'якшувати, переварювати.
Тримацерит можна поділити на тримацеритV (дюрокларит), тримацеритL (вітринертоліптит) і тримацеритІ (клародюрит), якщо одна з мацеральних груп переважає над двома іншими. У межах вітринітової мацеральної групи мацерали підгрупи детровітриніту є домінуючими. Тримацерит може включати мінеральні домішки.

## Фізичні властивості.
У залежності від ступеня вуглефікації і мацерального складу густина тримацериту варіює між 1,25 і 1,7 г/см3. Міцність варіює між 30 і 80 кг/мм2. Звичайно міцність вище, ніж у клариту, але нижче, ніж у дюриту.

## Хімічні властивості.
Вихід і склад екстрактів і летких речовин залежать від ступеня вуглефікації і мацерального складу. І вихід, і склад займають проміжне положення між кларитом і дюритом відповідної категорії.

## Походження.
Тримацерит є проміжним мікролітотипом між кларитом і дюритом. У зв'язку з цим його походження може бути більш тісно пов'язане з кларитом, якщо присутній тримацеритV, і дюритом, якщо формується тримацеритL або тримацеритІ (Штах і інш., 1982 р.). Згідно Штрелау (1990 р.) тримацерит є основним мікролітотипом у фаціях глинистого вугілля, що вказує на гіпоавтохтонне — алохтонне підводне відкладення. Таке походження є типовим, особливо у вугіллі Гондвани (Корреа да Сільва і Вольф, 1978 р.; Маркес-Тойго і Корреа да Сільва, 1984 р.).

## Залягання
Тримацерит — це мікролітотип, який після вітриту є наступним за значущістю компонентом гумусового вугілля середньої стадії вуглефікації. Крім того, дюрит є основною складовою дюрену.

## Практична значущість.
Технологічні властивості вітринертиту займають проміжне положення між властивостями клариту і дюриту. Дюрокларит і вітринертоліптит мають більш виражену тенденцію в бік до клариту, клародюрит — в бік дюриту. У зв'язку з природною внутрішньою сумішшю мацералів тримацерит є найбільш прийнятним компонентом коксовий шихт.